# 女與男的搖籃曲遊戲
「女與男的搖籃曲遊戲」（女と男のララバイゲーム）是日本的女子偶像組合早安少女組。的第44张单曲。2010年11月17日由zetima发售。

## 概要
- 「女與男的搖籃曲遊戲」是早安少女組。六期成員龜井繪里、八期留學生純純和琳琳的畢業單曲。
- 此單曲有4個版本，分別有「初回生産限定盤A - C」和「CD ONLY」。「初回生産限定盤A - C」收錄了「女與男的搖籃曲遊戲」的PV。
- 在11月29日於公信榜单曲週排行榜取得第6位。

## 收錄内容

### CD（初回生産限定盤A - C, CD ONLY）
CD
1. 女與男的搖籃曲遊戲
（作詞・作曲：淳君 編曲：平田祥一郎）
2. 沒有被愛太多這回事（愛され過ぎることはないのよ）
（作詞・作曲：淳君  編曲：大久保薫）
3. 女與男的搖籃曲遊戲(Instrumental)

### DVD（初回生産限定盤A）
1. 女與男的搖籃曲遊戲（White Dance Shot Ver.）

### DVD（初回生産限定盤B）
1. 女與男的搖籃曲遊戲（Close-up Ver.）

### DVD（初回生産限定盤C）
1. 女與男的搖籃曲遊戲（Black Dance Shot Ver.）